# Pristinella sima
Pristinella sima är en ringmaskart som först beskrevs av Ernst Marcus 1944.  Pristinella sima ingår i släktet Pristinella och familjen glattmaskar. Inga underarter finns listade i Catalogue of Life.